# Eudexia
Eudexia är ett släkte av tvåvingar. Eudexia ingår i familjen parasitflugor.
Kladogram enligt Catalogue of Life:
| Eudexia | \| \| Eudexia dreisbachi \| \| \| \| \| \| Eudexia formidabilis \| \| \| \| \| \| Eudexia obscura \| \| \| \| |
|         | \| \| Eudexia dreisbachi \| \| \| \| \| \| Eudexia formidabilis \| \| \| \| \| \| Eudexia obscura \| \| \| \| |
|         | Eudexia dreisbachi                                                                                            |
|         | |
|         | Eudexia formidabilis                                                                                          |
|         | |
|         | Eudexia obscura                                                                                               |
|         | |